# Banten
Banten – prowincja w Indonezji na zachodnim krańcu wyspy Jawa. Powierzchnia 9663 km²; 12 689 700 mieszkańców (2018); stolica Serang.
Utworzona 17 października 2000 r. z części prowincji Jawa Zachodnia. Bardzo gęsto zaludniona (ponad 1000 mieszkańców na km²), 97% ludności stanowią muzułmanie.

## Podział administracyjny
Baten dzieli się na następujące dystrykty:
- Cilegon
- Lebak
- Pandeglang
- kota Serang
- kabupaten Serang
- kabupaten Tangerang
- kota Tangerang
- Tangerang Selatan